# 山内日菜子
山内 日菜子（やまうち ひなこ、1996年4月22日 - ）は、宮崎県出身の日本の女子プロゴルファーである。所属はライク。

## 経歴
9歳から父の指導の元ゴルフを初め、2008年小学校6年生の時に「九州小学生ゴルフ大会」で2位になる。
宮崎東高等学校卒業、山梨学院大学中退。
当初は宮崎レイクサイドゴルフ俱楽部所属。2016年7月に行われた日本女子プロゴルフ協会（LPGA）最終プロテストに15位タイで合格、LPGA88期生となりステップ・アップ・ツアー6試合出場。同年サードクォリファイングトーナメント（QT）B地区で71位に終わり、ファイナルQTには進出できず、翌シーズンも主にステップ・アップ・ツアーに参戦することになった。
2017年4月に開催された「Hanasaka Ladies Yanmar Golf Tournament」においてステップ・アップ・ツアー初優勝、この大会はこの年から新設された大会であった。同年は同ツアー19試合、LPGAツアー4試合に出場、年間獲得賞金ランキング（賞金ランク）136位。
2018年からライク所属。同年はステップ・アップ・ツアー16試合、LPGAツアー4試合に出場。
QTランキング26位でスタートした2019年はその後「第1回リランキング」26位、「第2回リランキング」35位と年間を通してLPGAツアー出場資格を得た。
QTランキング181位でのシーズンインとなった2023年は、主催者推薦で出場した地元宮崎での大会であるアクサレディスゴルフトーナメント inMIYAZAKIに於いて最終日1打差2位でスタートし、出だしでボギー2つを出してつまずくもその後盛り返し、16番ホールでバーディーを奪って単独首位に立つとそのまま逃げ切り、最終日2アンダー、トータル10アンダーでレギュラーツアー初優勝した。そしてこの優勝は2002年のQT制度導入以後、“最も低いランキングでのツアー優勝”ということとなった。
初のシード選手となった2024年シーズンは開幕から10月の樋口久子三菱電機 レディスまでトップ10はゴルフ5レディースの1試合のみの苦しい状況が続いていたが、11月の伊藤園レディス最終日首位と1打差4位タイでスタートし17番グリーン奥からチップインバーディーで安田祐香を逆転し、1年8ヶ月ぶりの2勝目を挙げた。

## 主な成績

### アマチュア
※本項の成績はJGAのプロフィールページに基づく
- 九州小学生ゴルフ大会（2008年）2位
- 全国中学校ゴルフ選手権（2010年）2位
- 日本女子アマチュアゴルフ選手権
  - （2011年）ベスト16
  - （2014年）ベスト32
- Jennie K wilson Invitational（2013年）優勝
- 日本女子学生ゴルフ選手権（2015年）3位

### プロ

#### JLPGAツアー（2）
| No. | Date                 | Tournament                                  | スコア              | 2位との差 | 2位（タイ）     |
| --- | -------------------- | ------------------------------------------- | ------------------- | --------- | --------------- |
| 1   | 2023年3月24日 - 26日 | アクサレディスゴルフトーナメントin MIYAZAKI | −10（67-69-70=206） | 1打差     | 比嘉真美子      |
| 2   | 2024年11月8日 - 10日 | 伊藤園レディス                              | −14（69-66-67=202） | 2打差     | 安田祐香 辻梨恵 |

#### ステップアップツアー
- Hanasaka Ladies Yanmar Golf Tournament（2017年）

## テレビ番組
- ゴルフサバイバル - 2018年4月、2019年2月、2020年1月、10月、2021年8月、2024年1月トッププロ大集結SP2024 (BS日テレ)
- 女子ゴルフペアマッチ選手権 - 丹萌乃とのペアでシーズン2に出場 (BS朝日)